# Vivant 83
Albums de Michel Sardou
Il était là Vladimir Ilitch
Vivant 83 est le sixième album live de Michel Sardou enregistré en 1983 lors de son troisième passage au Palais des congrès de Paris. Ce fut le premier concert du chanteur à avoir été édité en vidéo.
L'album a été réédité en 1993 sous le titre de Palais des Congrès 83.

## Titres
| 1.  | Introduction instrumentale           |  |
| 2.  | Afrique adieu                        |  |
| 3.  | Je viens du sud                      |  |
| 4.  | Victoria                             |  |
| 5.  | Merci… pour tout (Merci Papa)        |  |
| 6.  | Musica                               |  |
| 7.  | Je vole                              |  |
| 8.  | L’Anatole (hommage à Charles Trenet) |  |
| 9.  | Le Surveillant général               |  |
| 10. | La Maladie d'amour                   |  |
| 11. | Les Années trente                    |  |
| 12. | En chantant                          |  |
| 13. | Maman (sketch avec Jackie Sardou)    |  |

| 1.  | Vivant                    |  |
| 2.  | Si j’étais                |  |
| 3.  | L’Autre femme             |  |
| 4.  | Les Villes de solitude    |  |
| 5.  | Dix ans plus tôt          |  |
| 6.  | Il était là (Le fauteuil) |  |
| 7.  | Le Temps des colonies     |  |
| 8.  | Un roi barbare            |  |
| 9.  | Préservation              |  |
| 10. | Être une femme            |  |
| 11. | Les Lacs du Connemara     |  |

## Crédits

### Musiciens
- Direction d'orchestre : René Coll
- Arrangements : Roger Loubet (Disque 1: Titres 1, 2, 5, 9 et 11; Disque 2: Titres 1, 3, 6 et 11), René Coll (Disque 1: Titres 3, 4, 6 à 8, 10, 12 et 13; Disque 2: Titres 1 à 5 et 7 à 11) et Jo Maonda (Disque 2: Titres 4 et 7)
- Programmation des synthétiseurs : Roger Loubet et J.P. Ducos
- Piano : Didier Euzet
- Batterie : Gino Accacio
- Claviers : Michel Rousset et Roger Loubet
- Guitares électriques : Armand Tobia et André Djeranian
- Guitare basse : Alain Carbonell
- Trompettes : Gilles Bagur, Jo Maonda
- Trombone : Jean-Jacques Faure
- Percussions : Jean-François Brusco
- Percussions électroniques : Patrice Locci
- Choristes : Virgil, Schezwae Powell, Janine Mabry et Nancy Tricotin

### Équipe technique et production
- Enregistrement : Mobil Davout
- Prise de son : Roger Roche
- Assistant : Loïc Rischmann
- Sonorisation scène : Charles Roche et David Gratas
- Production et réalisation : Jacques Revaux et Régis Talar

## Vidéo
Une vidéo de ce concert, réalisée par Guy Job et Michel Parbot, a été éditée la même année. Elle a été rééditée au format DVD en 2002.

### Liste des titres de la vidéo
| No  | Titre                                | Durée |
| --- | ------------------------------------ | ----- |
| 1.  | Introduction instrumentale           |       |
| 2.  | Afrique adieu                        |       |
| 3.  | Je viens du sud                      |       |
| 4.  | Victoria                             |       |
| 5.  | Merci… pour tout (Merci Papa)        |       |
| 6.  | Musica                               |       |
| 7.  | Je vole                              |       |
| 8.  | L’Anatole (hommage à Charles Trenet) |       |
| 9.  | Le Surveillant général               |       |
| 10. | La Maladie d’amour                   |       |
| 11. | Et mourir de plaisir                 |       |
| 12. | Maman (sketch avec Jackie Sardou)    |       |
| 13. | Vivant                               |       |
| 14. | Si j’étais                           |       |
| 15. | L’Autre femme                        |       |
| 16. | Les Villes de solitude               |       |
| 17. | Dix ans plus tôt                     |       |
| 18. | Il était là (Le Fauteuil)            |       |
| 19. | Le Temps des colonies                |       |
| 20. | Un roi barbare                       |       |
| 21. | Préservation                         |       |
| 22. | Les Années trente                    |       |
| 23. | En chantant                          |       |
| 24. | Être une femme                       |       |
| 25. | Les Lacs du Connemara                |       |